# Серч
Серч (пол. Siercz, нім. Schierzig) — село в Польщі, у гміні Тшцель Мендзижецького повіту Любуського воєводства.
Населення — 239 осіб (2011).
У 1975-1998 роках село належало до Гожовського воєводства.

## Демографія
Демографічна структура станом на 31 березня 2011 року:
|          | Загалом | Допрацездатний вік | Працездатний вік | Постпрацездатний вік |
| -------- | ------- | ------------------ | ---------------- | -------------------- |
| Чоловіки | 117     | 25                 | 79               | 13                   |
| Жінки    | 122     | 38                 | 61               | 23                   |
| Разом    | 239     | 63                 | 140              | 36                   |